# Aplonobia honiballi
Aplonobia honiballi är en spindeldjursart som beskrevs av Meyer 1974. Aplonobia honiballi ingår i släktet Aplonobia och familjen Tetranychidae. Inga underarter finns listade i Catalogue of Life.